# فرودگاه می‌نامی توریشیما
فرودگاه می‌نامی توریشیما (به انگلیسی: Minami Torishima Airport) (به زبان بومی: Minami Torishima Airport) یک فرودگاه نظامی و همگانی با کد یاتا MUS است که یک باند فرود بتن دارد و طول باند آن ۱۳۷۱ متر است. این فرودگاه در کشور ژاپن قرار دارد.